# Toxomerus geminatus
Toxomerus geminatus là một loài ruồi trong họ Ruồi giả ong (Syrphidae). Loài này được Say mô tả khoa học đầu tiên năm 1823. Toxomerus geminatus phân bố ở miền Tân bắc